# Bunga Raya (plaats)
Bunga Raya is een bestuurslaag in het regentschap Siak van de provincie Riau, Indonesië. Bunga Raya telt 4164 inwoners (volkstelling 2010).